# کارینا کالینز
کارینا کالینز (به انگلیسی: Careena Collins) یک بازیگر پورنوی آمریکایی است.
کارینا در تالار مشاهیر ای‌وی‌ان و ایکس‌آرکو به عنوان عضو پذیرفته شده است.

## جایزه‌ها
- ۱۹۹۶ جایزه ایکس‌آرکو٫ برنده جایزه بهترین صحنه سکس مقعدی برای بازی در The Bottom Dweller 33 1/3
- ۱۹۹۶ جایزه ایکس‌آرکو٫ برنده جایزه بهترین صحنه سکس مرد با زن برای بازی در Kink
- ۱۹۹۶ جایزه ایکس‌آرکو٫ برنده جایزه بهترین صحنه سکس دختر با دختر برای بازی در Takin' It to the Limit 6
- ۱۹۹۶ جایزه ای‌وی‌ان٫ برنده جایزه بهترین صحنه سکس کامل دختر برای بازی در Takin' It to the Limit 6
- ۱۹۹۶ جایزه ای‌وی‌ان٫ برنده جایزه بهترین صحنه سکس مقعدی برای بازی در The Bottom Dweller 33 1/3
- ۱۹۹۷ جایزه ایکس‌آرکو٫ برنده جایزه بهترین صحنه سکس مقعدی یا دی. پی برای بازی در Car Wash Angels
- ۱۹۹۷ جایزه ایکس‌آرکو٫ برنده جایزه بهترین صحنه سکس دختر با دختر برای بازی در Beyond Reality 1
- ۱۹۹۸ جایزه ای‌وی‌ان٫ برنده جایزه بهترین صحنه سکس مقعدی برای بازی در Butt Banged Naughty Nurses

## پیوندهای خروجی
- زندگینامه کارینا کالینز در LukeIsBack.com